# Arnaut Plagues
Arnaut Plagues o Plages (fl. 1230 circa) è stato un trovatore probabilmente originario della Provenza.
Della sua opera poetica ci resta solo una tenzone con la trobairitz Felipa, Ben volgra midons saub(r)es. Benché questa canzone sia stata anche attribuita a Peirol e a Peire Rogier, l'evidenza testuale e la mole dei manoscritti sembrano puntare ad Arnaut. Il verso hom plagues ("si è contenti") sembra essere un gioco di parole sul nome di Arnaut. Intertestualmente il dialogo ha alcune cose in comune con il lavoro di Falquet de Romans (1212–1220), il quale aveva viaggiato in Provenza e Lombardia. Tuttavia, lo scambio tra Arnaut e la trobairitz è difficile da seguire, perché i canzonieri non segnano chiaramente l'inizio e la fine delle stanze.
Uc de Saint Circ compose una canzone, Messonget, un sirventes, che conferma il fatto che sia stata scritta per el son d'en Arnaut Plagues ("la melodia del signore Arnaut Plauges [da Ben volgra]"). Il periodo in cui Uc la compose (1226 o 1245) fornirebbe la sola data concreta per la vita di Arnaut. La sua melodia venne anche utilizzata da altri trovatori ma, nonostante la sua popolarità, è andata perduta. 
Arnaut Plagues viene talvolta confuso con Arnaut Catalan, il quale compose una tenzone umoristica bilingue con Alfonso X di Castiglia, mentre faceva l'intrattenitore alla sua corte. 